# Jacobsen-Reaktion
Die Jacobsen-Reaktion, auch Jacobsen-Umlagerung, ist eine Namensreaktion aus dem Bereich der organischen Chemie. Erste Untersuchungen zu dieser Reaktion wurden bereits 1881 von Josef Herzig veröffentlicht.
Die Reaktion trägt jedoch den Namen von Oscar Jacobsen (1840–1889), welcher 1886 die Reaktion erstmals mit alkylsubstituierten Benzolen durchführte.
Die Jacobsen-Reaktion beschreibt die Sulfonierung eines mindestens vierfach substituierten Benzols. Als Substituenten sind Alkylgruppen (Methyl und Ethyl) und Halogene (Iod, Chlor und Brom) möglich. Die Alkylgruppen wandern dabei immer so, dass sie Im Produkt näher aneinander stehen:

## Reaktionsmechanismus
Der Reaktionsmechanismus der Jacobsen-Reaktion ist nicht abschließend geklärt.

## Verwendung
Indem das Produkt der Jacobsen-Reaktion wieder desulfoniert wird, kann die Reaktion zur Umlagerung von mehrfach substituierten Benzolen verwendet werden.